# Aeroportul Regional Butler County
Aeroportul Regional Butler County (IATA: HAO, ICAO: KHAO, FAA LID: HAO) este un aeroport din Ohio, Statele Unite ale Americii ce deservește zona Hamilton⁠(d). Aeroportul a fost tranzitat în 2019 de 56 de pasageri.
Situat la o altitudine de 193 m, aeroportul dispune de 1 pistă.

## Infrastructură

### Piste
Aeroportul dispune de o singură pistă. Pista 11/29 are suprafața de asfalt și dimensiunile 5.500 picioare × 100 picioare. 